# LRAC F1

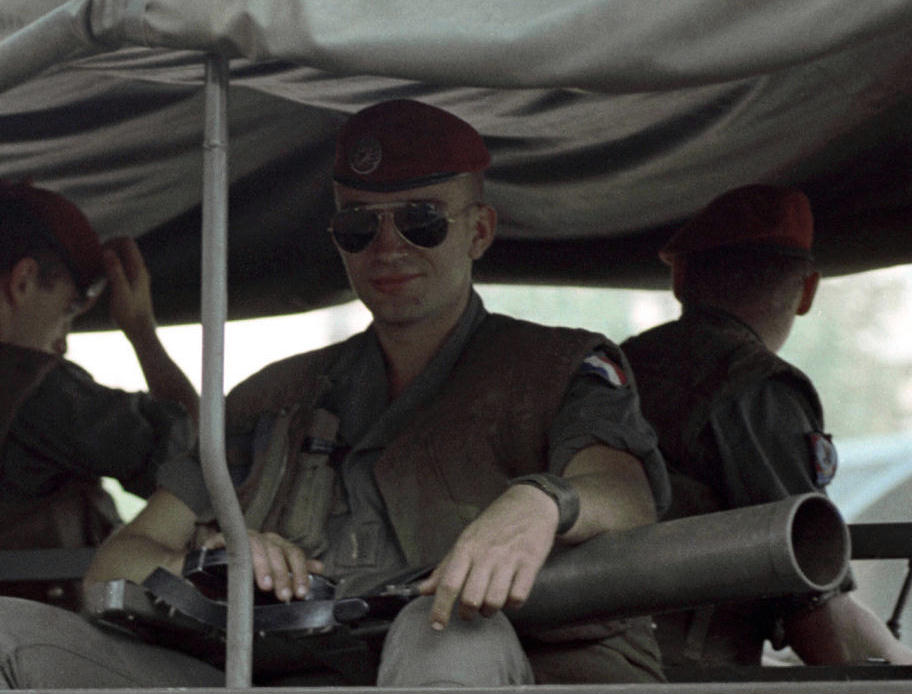
Żołnierz francuski z granatnikiem LRAC F1 (Liban, 1983 r.)

Lance-Roquettes AntiChar de 89 mm modèle F1 (LRAC F1, czasem nazywany ACL-STRIM) – francuski granatnik przeciwpancerny wprowadzony do uzbrojenia w latach 70.
Granatnik LRAC F1 składa się z dwóch części. Przednia, wielokrotnego użytku,  tworzy krótką wyrzutnię do której przyłączony jest celownik, dwójnóg, oporę naramienną i mechanizm spustowy. Drugą część wyrzutni stanowi pocisk w kontenerze który jest dołączany przed strzałem do wyrzutni.
Wyrzutnia i kontener pocisku wykonane są z tworzywa sztucznego wzmocnionego włóknem szklanym. Przed strzałem z zasobnika pocisku zdejmuje się przednia ściankę po czym przyłącza się go do wyrzutni. Następnie zdejmowana jest tylna pokrywa zasobnika pocisku. Celowanie przy pomocy celownika optycznego APX M309 o trzykrotnym powiększeniu i nastawach 100–1000 m.
Odpalenie pocisku rakietowego elektryczne, po naciśnięciu dźwigni spustowej induktor elektromagnetyczny generuje impuls powodujący odpalenie zapłonnika silnika rakietowego. Pocisk napędzany jest silnikiem prochowym. Ładunek silnika został dobrany w ten sposób, aby jego spalanie zakończyło się przed opuszczeniem przez pocisk wyrzutni.
Podstawowym rodzajem amunicji do granatnika LRAC F1 jest kumulacyjny pocisk przeciwpancerny z zapalnikiem piezoelektrycznym o przebijalności 400 mm RHA. Poza tym stosowany jest pocisk przeciwpancerno-odłamkowy  o przebijalności 100 mm RHA, rażący po wybuchu 1600 kulkami stalowymi (promień ok. 20 m), dymny i oświetlający.

## Dane taktyczno-techniczne
- Masa: 8,2 kg
- Masa pocisku: 2,2 kg[2]
- Długość: 1170/1600 mm[2]